# Slim Borgudd
Karl Edward Tommy Borgudd (Borgholm, Öland, 25 de noviembre de 1946-23 de febrero de 2023), más conocido como Slim Borgudd o Tommy Borgudd, fue un piloto de automovilismo sueco. Disputó quince Grandes Premios de Fórmula 1 entre 1981 y 1982, donde obtuvo un punto. También se dedicó al sector musical, donde realizó trabajos con bandas como Hootenanny Singers o ABBA.

## Carrera

### Deportiva
El comienzo en el deporte motor profesional de Borgudd se dio en un campeonato nacional de Fórmula Ford, a finales de los 60, cerca de cumplir los 25 años de edad. Durante los siguientes años compitió también en turismos, y fue campeón del Campeonato Escandinavo de Fórmula Ford de 1973. Desde allí corrió de manera ocasional, hasta 1978. Ganó el Campeonato Sueco de Fórmula 3 al año siguiente y terminó tercero en el Campeonato de Europa.
Ingresó a Fórmula 1 en 1981, con 34 años. Su debut se produjo en el Gran Premio de San Marino, a bordo en un ATS D4, finalizando último en pista. No logró clasificar a carrera en los siguientes cuatro Grandes Premios, hasta Gran Bretaña, donde obtuvo el único punto de su paso por F1, ya que finalizó 6°.
Borgudd volvió a clasificar en 5 de las siguientes 6 carreras, terminando solo en una (10° en Países Bajos). Ya en 1982, pasó a Team Tyrrell, como compañero del italiano Michele Alboreto. Acabó fuera de puntos en los tres GGPP que participó, y fue remplazado por Brian Henton para el resto de la temporada.
Tuvo un efímero paso por Fórmula 3000 Europea en 1985, y participó en las 24 Horas de Le Mans de 1987. En competencias de camiones, Borgudd ganó dos títulos en el Campeonato de Europa de Camiones; en 1986 y 1987, con Volvo.
Ya en los 90, y de vuelta en los automóviles, Slim compitió en el Campeonato Británico y en el Campeonato Nórdico de Turismos; ganando este último en la temporada 1994.
En los últimos años de su carrera, el piloto escandinavo retomó al Europeo de Camiones y se consagró en 1995 en la categoría principal.

### Musical

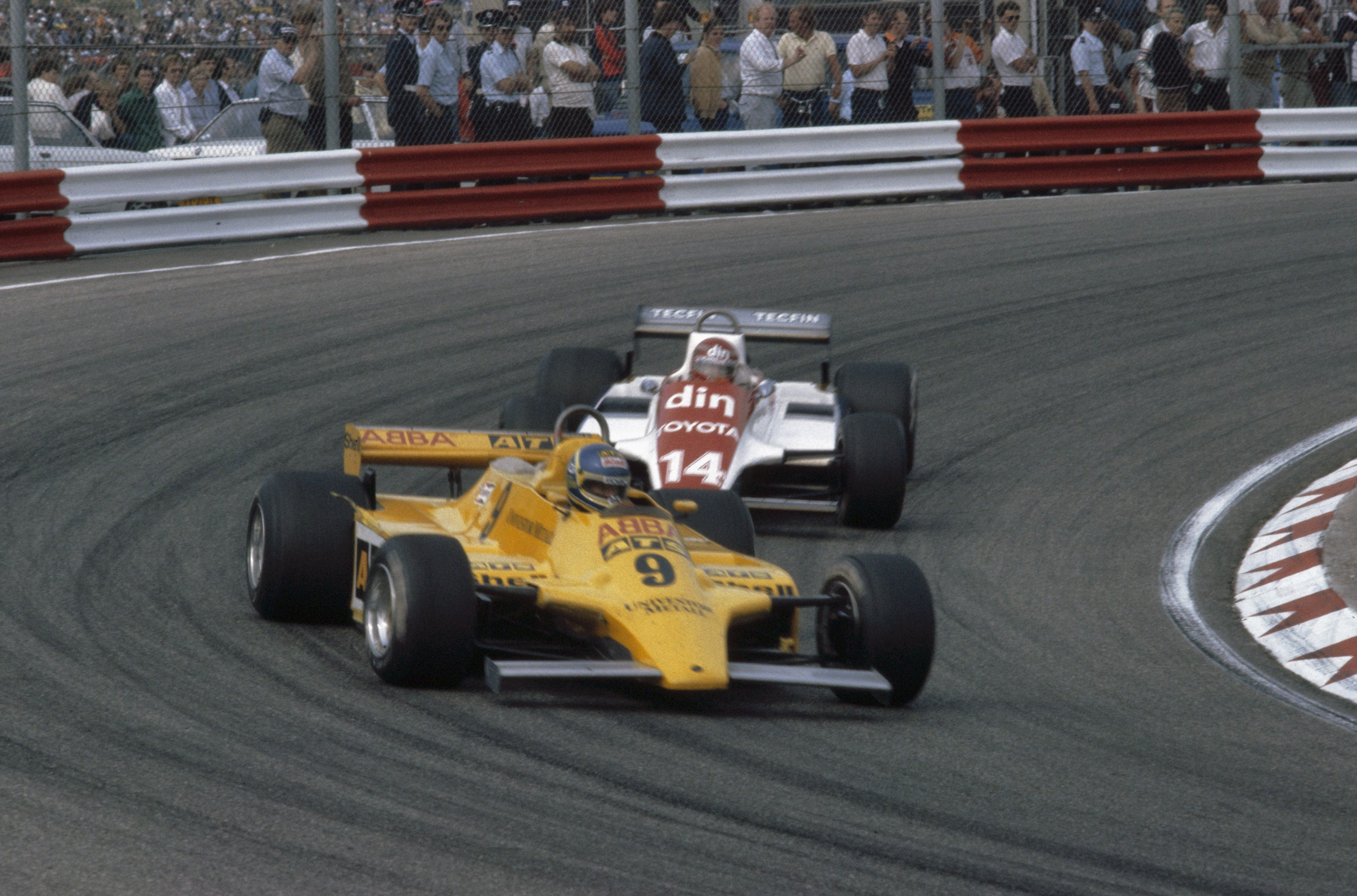
Slim Borgudd delante de Eliseo Salazar en el Gran Premio de los Países Bajos de 1981.

Slim Borgudd es conocido también por ser baterista en su juventud del género jazz-rock. Participó en las bandas Lea Riders Group, Made in Sweden y Solar Plexus. Además tuvo colaboraciones en los grupos Hootenanny Singers y ABBA. Este último, poco antes de su disolución, apoyó al sueco en su paso por Fórmula 1.

## Resultados

### Fórmula 1
(Clave) (negrita indica pole position) (cursiva indica vuelta rápida)

| Año     | Escudería    | 1      | 2     | 3      | 4      | 5       | 6        | 7       | 8       | 9     | 10      | 11      | 12     | 13      | 14      | 15      | 16  | Pos. | Puntos |
| ------- | ------------ | ------ | ----- | ------ | ------ | ------- | -------- | ------- | ------- | ----- | ------- | ------- | ------ | ------- | ------- | ------- | --- | ---- | ------ |
| 1981    | Team ATS     | USW    | BRA   | ARG    | SMR 13 | BEL DNQ | MON DNPQ | ESP DNQ | FRA DNQ | GBR 6 | GER Ret | AUT Ret | NED 10 | ITA Ret | CAN Ret | LVG DNQ |     | 20.º | 1      |
| 1982    | Team Tyrrell | RSA 16 | BRA 7 | USW 10 | SMR    | BEL     | MON      | USE     | CAN     | NED   | GBR     | FRA     | GER    | AUT     | SUI     | ITA     | LVG | NC   | 0      |
| Fuente: |              |        |       |        |        |         |          |         |         |       |         |         |        |         |         |         |     |      |        |